# Haïm Korsia
Haïm Korsia (Lyon, 27 de septiembre de 1963) es un rabino francés que ocupa el cargo de rabino mayor de Francia desde el 22 de junio de 2014 sucediendo a Michel Gugenheim y Olivier Kaufmann, interinos tras la dimisión Gilles Bernheim por acusaciones de plagio en títulos universitarios. El 6 de junio de 2021 fue reelegido para un segundo mandato de siete años. Ha sido también capellán judaico castrense y en la École polytechnique.

## Biografía
Su familia es sefardí de origen argelino. Su madre originaria de Tremecén y su padre de Orán. Tiene tres hijos con su esposa Sthéphanie, quien tiene otros dos. Su padre también fue rabino.
Con 15 años ingresó en el seminario israelita de Francia, y tiene varios diplomas importantes: maestría en Administración de Empresas de Reims Management School, diploma de Estudios Avanzados de la École Pratique des Hautes Études, doctorado en historia contemporánea de la Universidad de Poitiers.